# Johnstone Head
Das Johnstone Head ist eine Landspitze von McDonald Island im südlichen Indischen Ozean. Sie markiert die südöstliche Begrenzung der Einfahrt zur Cauldron Bay.
Namensgeber der Landspitze ist der Biologe Gavin W. Johnstone, wissenschaftler Leiter einer Kampagne der Australian National Antarctic Research Expeditions im Jahr 1980, der dabei umfassende Untersuchungen der McDonald-Inseln vornahm.